# 薩瓦西賴山
13°12′50″S 71°59′18″W / 13.21389°S 71.98833°W

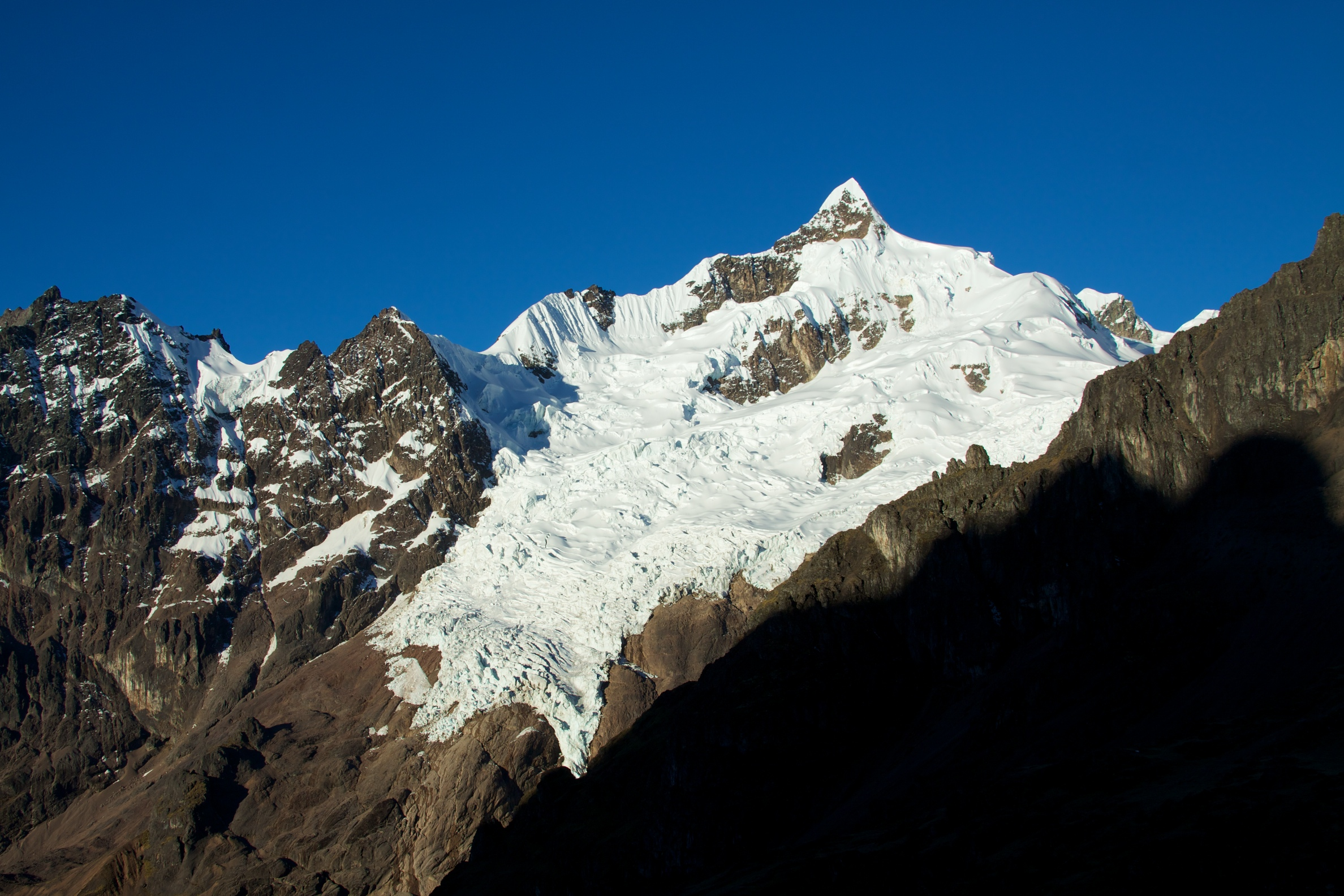

薩瓦西賴山（Sahuasiray），是秘魯的山峰，位於該國東南部庫斯科大區，屬於安第斯山脈中烏魯潘帕山脈的一部分，海拔高度約5,818米，人類在1963年首次登頂。